# Indiana Pacers 1967-1968
La stagione 1967-68 degli Indiana Pacers fu la 1ª nella ABA per la franchigia.
Gli Indiana Pacers arrivarono terzi nella Eastern Division con un record di 38-40. Nei play-off persero la semifinale di division con i Pittsburgh Pipers (3-0).

## Roster
| N° | Naz.                   | Ruolo | Sportivo          | Anno | Alt. | Peso |
| -- | ---------------------- | ----- | ----------------- | ---- | ---- | ---- |
| 12 | Stati Uniti (bandiera) | G     | Jimmy Dawson      | 1945 | 183  | 79   |
| 14 | Stati Uniti (bandiera) | G     | Freddie Lewis     | 1943 | 183  | 79   |
| 15 | Stati Uniti (bandiera) | G     | Jerry Harkness    | 1940 | 188  | 79   |
| 23 | Stati Uniti (bandiera) | G     | Jimmy Rayl        | 1941 | 188  | 79   |
| 24 | Stati Uniti (bandiera) | AC    | Bob Netolicky     | 1942 | 206  | 100  |
| 30 | Stati Uniti (bandiera) | A     | Ron Bonham        | 1942 | 196  | 87   |
| 32 | Stati Uniti (bandiera) | C     | Reggie Harding    | 1942 | 213  | 113  |
| 33 | Stati Uniti (bandiera) | AC    | Ollie Darden      | 1944 | 201  | 107  |
| 35 | Stati Uniti (bandiera) | GA    | Roger Brown       | 1942 | 196  | 93   |
| 42 | Stati Uniti (bandiera) | A     | Ron Kozlicki      | 1944 | 201  | 98   |
| 43 | Stati Uniti (bandiera) | AC    | George Peeples    | 1943 | 201  | 86   |
| 44 | Stati Uniti (bandiera) | A     | Bobby Joe Edmonds | 1941 | 198  | 100  |
| 45 | Stati Uniti (bandiera) | A     | Matt Aitch        | 1944 | 201  | 104  |

## Staff tecnico
- Allenatore: Larry Staverman
- Vice-allenatore: Slick Leonard
- Preparatore atletico: Bernie Lareau